# Коада-Ізворулуй (Прахова)
Коада-Ізворулуй (рум. Coada Izvorului) — село у повіті Прахова в Румунії. Входить до складу комуни Менешть.
Село розташоване на відстані 51 км на північний захід від Бухареста, 19 км на південний захід від Плоєшті, 90 км на південь від Брашова.

## Населення
За даними перепису населення 2002 року у селі проживали 1007 осіб, усі — румуни. Усі жителі села рідною мовою назвали румунську.